# Некля (гміна)
Гміна Некля (пол. Gmina Nekla) — місько-сільська гміна у північно-західній Польщі. Належить до Вжесінського повіту Великопольського воєводства.
Станом на 31 грудня 2011 у гміні проживало 7161 особа.

## Територія
Згідно з даними за 2007 рік площа гміни становила 96.24 км², у тому числі:
- орні землі: 64.00%
- ліси: 31.00%

Таким чином, площа гміни становить 13.67% площі повіту.

## Населення
Станом на 31 грудня 2011:
| Опис     | Загалом | Загалом | Чоловіки | Чоловіки | Жінки | Жінки |
| -------- | ------- | ------- | -------- | -------- | ----- | ----- |
| одиниця  | осіб    | %       | осіб     | %        | осіб  | %     |
| все      | 7161    | 100     | 3550     | 49.57    | 3611  | 50.43 |
| міське   | 3566    | 100     | 1765     | 49.50    | 1801  | 50.50 |
| сільське | 3595    | 100     | 1785     | 49.65    | 1810  | 50.35 |

## Сусідні гміни
Гміна Некля межує з такими гмінами: Вжесня, Доміново, Костшин, Победзіська, Чернеєво.